# 安房國分寺

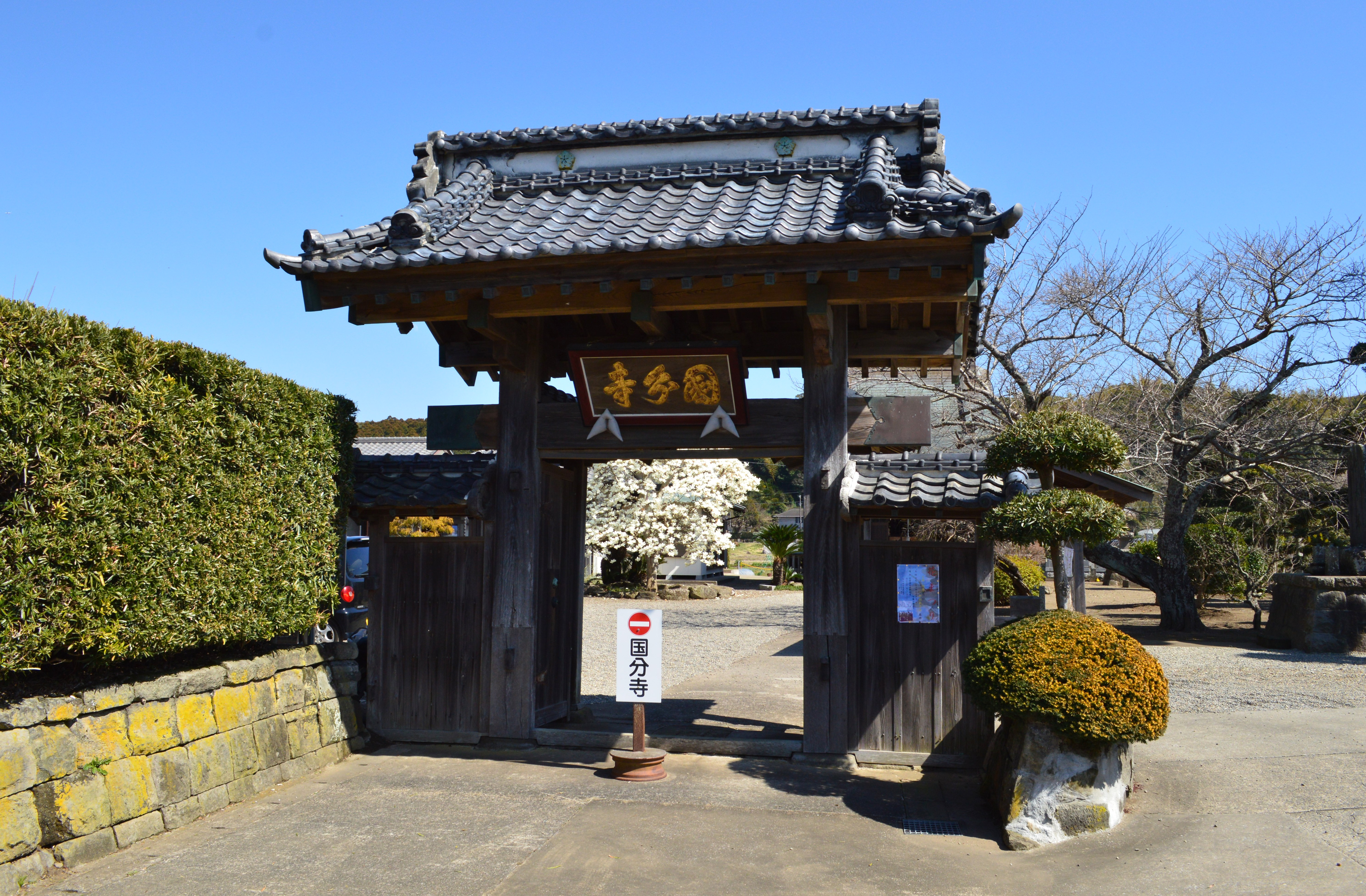
山門

安房國分寺 (日语：／)，是位於千葉縣館山市國分的真言宗智山派的佛寺。山號是日色山，本尊為藥師佛。
奈良時代聖武天皇下詔在日本各地建立國分寺，據說是安房國國分僧寺的後續繼承之寺院。

## 概要
位在館山市市中心的东邊，距離海岸3公里的沙丘上（海拔19公尺）。繼承了安房國分僧寺和傳承，除了現在寺內和舊國分僧寺遺跡重覆的部分外，推測北方約900公尺處是舊國分尼寺的位置。但是安房國成立的情况特別，因为和其他國家的國分寺不同，是稍晚於下令建立國分寺的詔令頒布所創建的。
被推定為舊國分寺遺跡的區域，在1957年（昭和 32年）被指定為館山市歷史遺跡， 在1992年 （平成 4年）被指定為千葉縣的歷史遺跡。 该区域從1976年 （昭和51年）起進行挖掘調查，發現了金堂，並看的到基壇，并已經檢測到劃分寺廟區域的凹槽。此外，國分寺所處的沙丘，也已知道有從繩文時代到中世紀遺址的分佈。 

## 歴史

### 創建
| 年月                 | 年月                 | 經過                                  |
| -------------------- | -------------------- | ------------------------------------- |
| 養老2年（718年）     | 養老2年（718年）     | 安房・能登・石城・石背國分立          |
| 天平13年（741年）    | 2月                  | <建立國分寺的詔令>                    |
| 天平13年（741年）    | 12月                 | 安房國與上總國併合 能登國與越中國併合 |
| 天平勝寶9年（757年） | 天平勝寶9年（757年） | 和泉・安房・能登國分立                |
| 承和6年（839年）     | 承和6年（839年）     | 和泉國分寺設置                        |
| 承和10年（843年）    | 承和10年（843年）    | 能登國分寺設置                        |
| 仁和2年（886年）     | 仁和2年（886年）     | 首次可於史料上看見安房國分寺的紀載    |

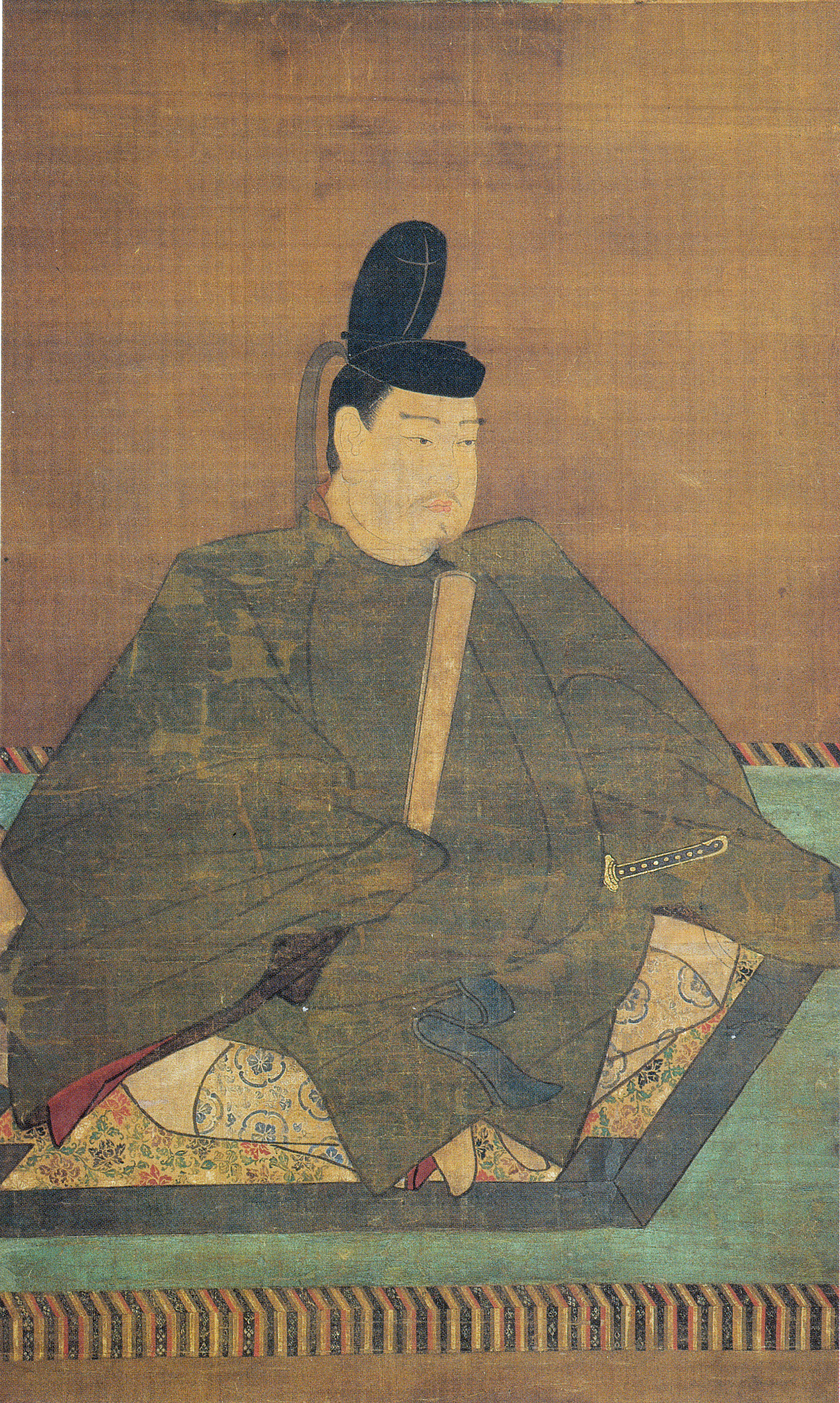
聖武天皇肖像

一般而言，全國的國分寺，是在天平13年（741年）下詔建立國分寺的時候所創建的成立。 但安房國的背景，在養老2年（718年）從上總國分出成立，在天平13年12月又與上总國重新合并，並在天平勝寶9年（757年）5月又再次重新分出獨立。可看到安房國國分寺是比其他國家較為晚期建立。
和安房國同樣歷經並合分立的能登國、和泉國，前者在承和10年（843年），將定額寺（奈良到平安時代的一種官寺名稱）大興寺充當做為能登國分寺；后者在承和6年（839年）將泉郡安樂寺充當作為和泉國分寺。 關於安房國的情況，雖然看不到安房國關於安房國分寺設置的紀錄，有一種理論認為應該和能登國、和泉國一樣，是以既有的定額寺充作國分寺。
而且關於日色山國分寺（即現在的國分寺）的來歷，傳說是在詔令之前的神龜4年（727年），順從國司指令下鄉到安房的史生鹿屋脛代，將行基製作的藥師佛作為本尊建立了寺廟。但本身即不清楚现在國分寺和舊國分寺的关系，也並不清楚其傳承 。

### 古代
在《類聚三代格》中，有仁和2年（886年）6月2日的太政官符（一種公文書），可看到「彼國定國分寺、已置十僧」，安房國分寺被認為在時期即存在（史料上初見）。
延长5年（927年）設置的「延喜式」有關於主稅的规定，和其他國家不同，沒有安房國的國分寺费的記載。关于这一点，有一種推測是從上总國分配經費的，但並不明确。

### 中世・近世
中世纪时期的變遷不詳。舊國分寺等的後續也是不明确， 慶安2年（1369年）安房國分寺的僧侶抄錄大般若经，在現在國分寺內，也發現了從南北朝時代左右流傳至今的五輪塔。
江戸時代的享保20年（1735年）重建了本堂。

### 近代以後
- 1932年和1934年（昭和7年和9年），平野元三郎、滝口宏進行調查。發掘出大量的瓦。[3]
- 1957年（昭和32年）12月16日，「安房國分寺跡」被指定為館山市史蹟。
- 1976-1978年（昭和51-53年），進行第1次-第3次發掘調査（早稲田大学考古学研究室等）。發掘出金堂基壇、寺域區畫溝（推定）等等。[3]
- 1992年（平成4年）2月28日，「安房國分寺跡」被指定為千葉縣指定史跡。
- 1994年（平成6年），第4次發掘調査。伴隨墓地建設工程的調査，挖掘出寺域區畫溝（推定）等。[3]
- 1998年（平成10年），第5次發掘調査。伴隨民房建設的確認調査發掘寺域區畫溝（推定）。[3]
- 2010年（平成22年）、第6次發掘調査。溝的確認調査。[3]

## 安房國分寺遺址

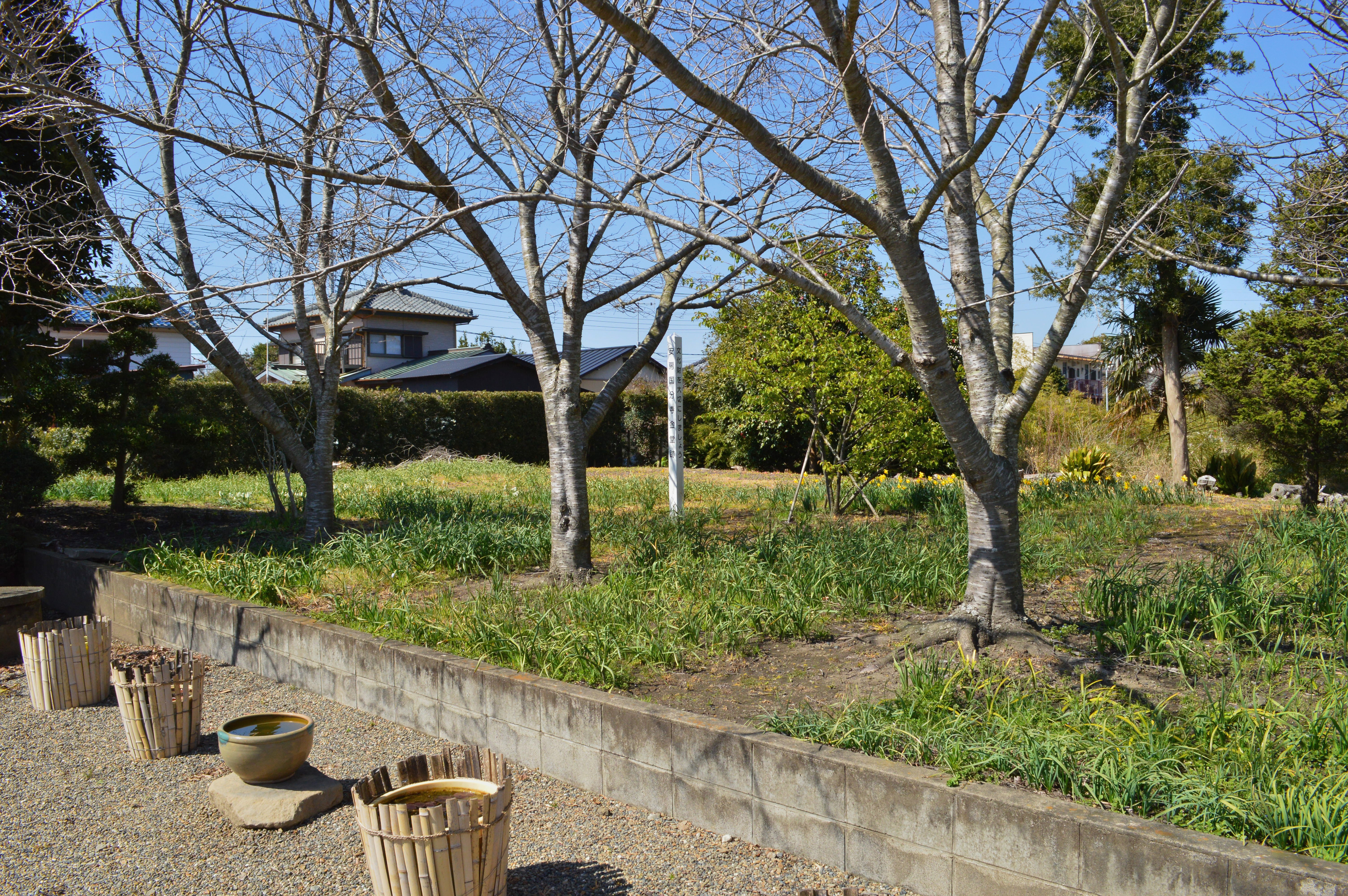
僧寺遺跡 金堂

僧寺遺址是和現在國分寺境内重複的地方（位置）。在此之前實行了數次的發掘調查，並不認為有下總國分寺跡、上總國分寺跡的複數寺院的伽藍配置。從金堂遺址可看到被公認只有一個建築。被推定的金堂遺跡，推測其夯土基壇的東西向長度為公尺、南北向長度為15公尺。除此之外在寺院的東邊和西邊可看到寺域畫線用的溝。
此外，從僧寺遺跡挖掘出土大量的瓦片。關於瓦的樣貌様是以「素緣七葉素弁蓮花紋」的紋飾和製作技法被認為有強烈的在地色彩。其他的出土品有三彩獸腳（是放在金堂本尊前的香爐腳），在日本也被視為罕見。現在國分寺境内也發現被認為是舊國分寺遺跡的4個礎石。

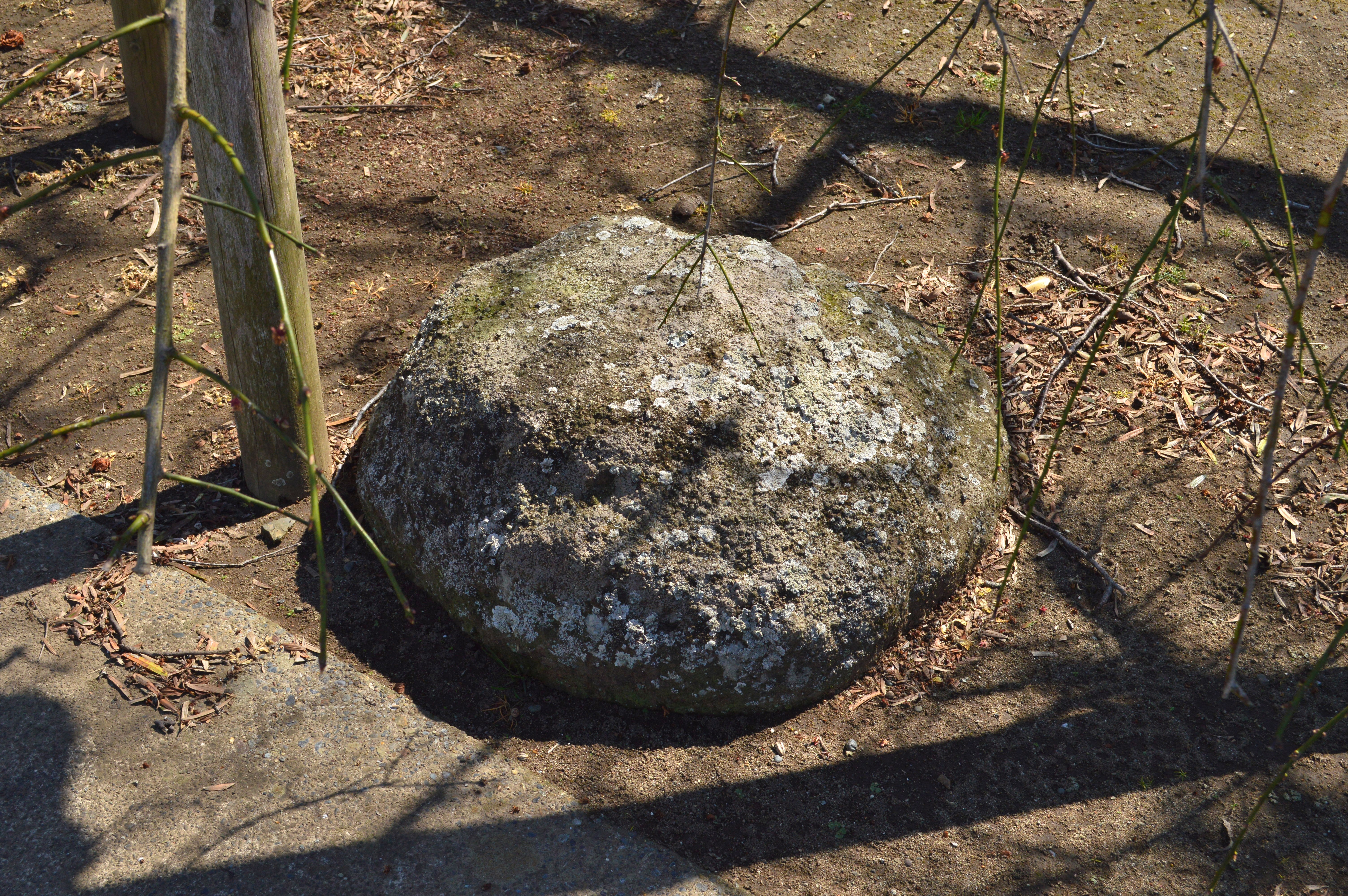
礎石

## 安房國分尼寺遺址
關於尼寺遺跡位址並不明確。在北方約900公尺的萱野地区殘留有「アマンボウ」（發音：amanbou）的地名，推測可能是被稱為「尼坊」的國分尼寺位置。
除此之外，在南房總市僧間的僧間廢寺（有出土布目瓦）中殘有「尼堂」的流傳，在南房總市府中的寶樹院也留有尼寺等的相關流傳，但仍不清楚其關係。

## 文化資產

### 千葉縣指定文化資產
- 史跡
  - 安房國分寺跡 - 1992年（平成4年）2月28日指定[6]。

### 館山市指定文化資產
- 史跡

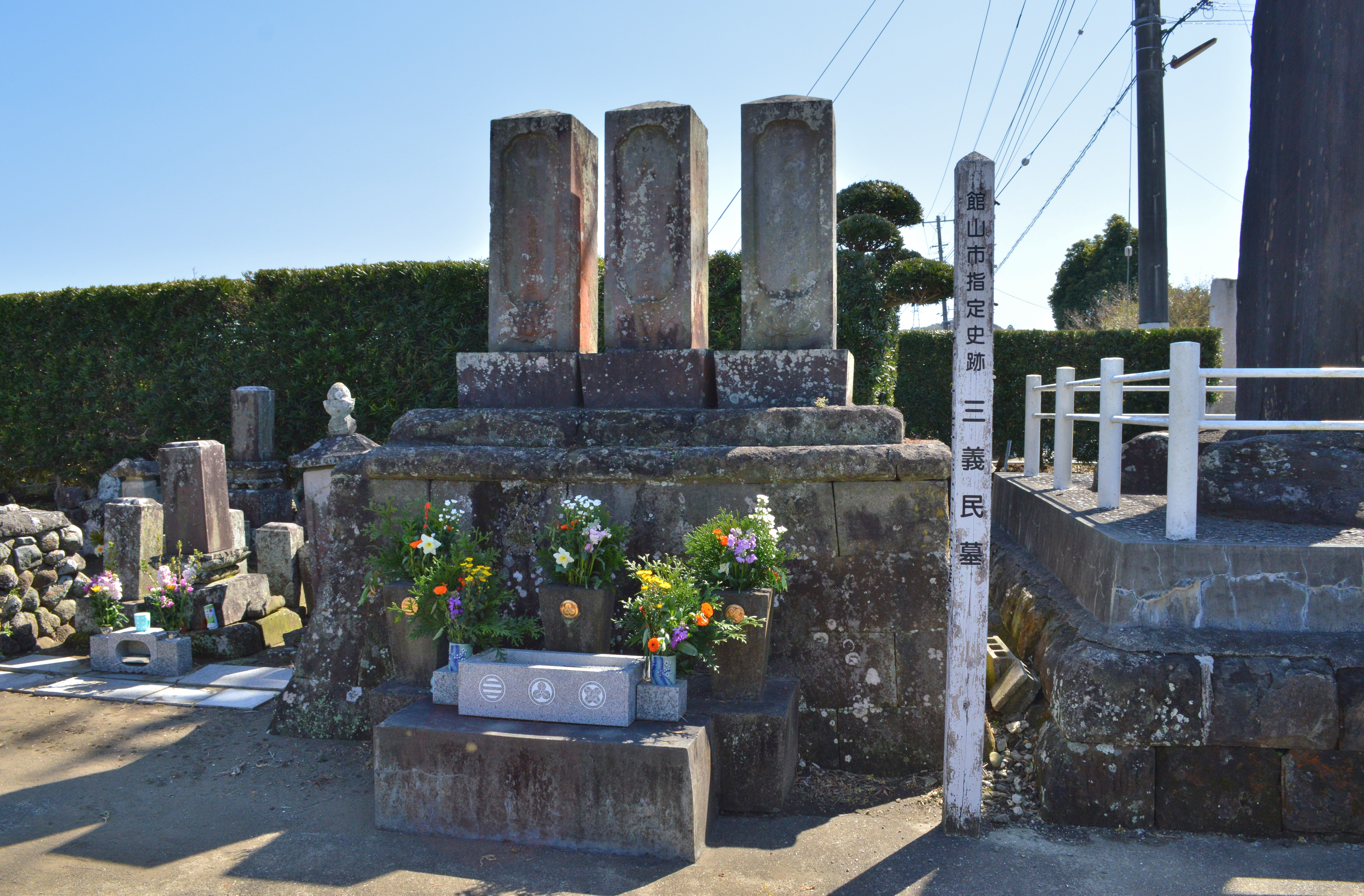
三義民墓（館山市指定史跡）

  - 安房國分寺跡 - 1957年（昭和32年）12月16日指定[7]。
  - 三義民刑場遺跡和墓 - 和万石騒動有關的史蹟。其墓在安房國分寺境内（刑場在國分寺境外）。1974年（昭和49年）2月21日指定。

## 情報
地址
- 千葉縣館山市國分959-2

交通方式
- 從館山站（東日本旅客鐵道（JR東日本）内房線），搭乘日東巴士（館山鴨川線-館山千倉線），在「國分寺前」公車站下車 （下車後徒步即可到達）

相關施設
- 館山市立博物館（館山市館山） - 展示安房國分寺遺跡的出土品等等。

周邊
- 三義民刑場遺跡 - 館山市指定史跡。
- 孝子塚 - 館山市指定史跡。

## 脚注
1. 1 2 3 4 5 6 7 8 9  安房国分寺跡（平凡社） & 1996年.
2. 1 2 3 4 5 6 7 8 9  千葉県の歴史 資料編 考古3 & 1998年，第16-19頁.
3. 1 2 3 4 5 6 7 8 9  第6次調査報告書 & 2011年.
4. 1 2 3 4  中世諸国一宮制 & 2000年，第203頁.
5. ↑  境内説明板。
6. ↑  安房国分寺跡 （页面存档备份，存于）（千葉県ホームページ）。
7. ↑  館山市の指定文化財（指定年月日順） （页面存档备份，存于）（館山市ホームページ）。